# Charaxes brevicaudatus
Charaxes brevicaudatus is een vlinder uit de familie van de Nymphalidae. De wetenschappelijke naam van de soort is voor het eerst geldig gepubliceerd in 1914 door Schultze.